# Roberto Mateos
Roberto Félix Smeke Mateos (Cidade do México , 28 de Abril de 1963) é um ator e modelo mexicano.

## Telenovelas
- Juegos de amor y poder (2025) - Luis Muñoz
- Mi amor sin tiempo (2024) - José Ortega
- Tu vida es mi vida (2024) - Alejandro "Álex" Castillo Núñez
- Si nos dejan (2021-2022) - Facundo Guerra
- El dragón (2019-2021) - Alberto "Epigmenio" Moncada
- Muy padres (2017-2018) - Rodolfo Villagrana Robles
- El rostro de la venganza (2012-2013) - Frederico Samaniego
- La soledad del amor (2012) - Roberto
- Mi corazón insiste (2011) - Tiberio
- Los herederos del Monte (2011) - Modesto Mardones
- ¿Dónde está Elisa? (2010) - Bruno Cáceres
- Más sabe el diablo (2009) - León Beltrán
- Doña Bárbara (2008-2009) - Lorenzo Barquero
- Sin senos no hay paraíso (2008) - José Miguel Cárdenas
- Amor comprado (2007) - Arturo
- Acorralada (2007) - Francisco «Paco» Vázquez
- Decisiones (2006) - Arístides Giraldo
- Amarte así (2005) - Francisco Reyes
- Ladrón de corazones (2003) – Esteban
- Vale todo (2002) – Rubén
- Todo Contigo (2002) – Federico
- Amantes del desierto (2001) - Alejandro García
- Milagros (2000) - José Antonio Wilson / José Antonio Echevarría
- Hay amores que matan (2000)
- Carita Pintada (1999) – Abdul Abdulah
- Marea brava (1999) - Marcelo
- Reina de corazones (1998) - Santiago Porras Salvatierra
- Al norte del corazón (1997) - Joel
- Escándalo (1997) - Alfonso
- La pícara soñadora (1991) - Florencio